# Füzesabony-kultúra
A Füzesabony-kultúra egy középső bronzkori (kb. Kr. e. 1700–1300) régészeti kultúra volt a Tisza mentén. Nevét első feltárt telepéről, Füzesabony-Öregdombról kapta.

## Kialakulása, elterjedése
A középső bronzkor elején dél felől megjelenő Füzesabony-kultúra népessége fokozatosan fennhatósága alá vonta a Hatvan-kultúra településeit (erre pl. a hatvani kultúra településeinek leégett házai utalnak). Az Északi-középhegységben, illetve a Tisza mentén a Zagyva és a Körös torkolata között továbbra is fennmaradt a hatvani kultúra, melyre annak hamvasztásos temetkezése utal. A Füzesabony-kultúra a középső bronzkor elejéről származó legkorábbi leletei a Szamos völgyében kerültek elő, majd a Tiszán átkelve a Hernádig terjedtek el. A középső bronzkorban közepén innen nyugat felé, a Galgáig és a Zagyváig terjeszkedtek. Nyugati terjeszkedésüket a Vatya-kultúra állította meg a Tápió és a Galga között.
A Berettyó és a Körös vidékét a Füzesabonyival rokon Gyulavarsánd-kultúra lakta.

## Gazdaság és társadalom
Bronzműves mesterei sajátos egyedi stílusát hosszú ideig nem befolyásolta külső hatás. Jellegzetes termékei a bronzfegyverek, hatalmi jelvények.
A Tiszafüred-majoroshalmi temető sírelrendezése arra utal, hogy a népesség nemzetségi alapon szerveződött, a gazdag vezető réteg még nem különült el élesen a köznéptől. Ebből arra lehet következtetni, hogy a vérségi alapon szerveződő nemzetségi társadalom még nem bomlott fel (míg más, egykorú Tisza-vidéki és erdélyi kultúrák esetében a távolsági kereskedelem már egy gazdagabb arisztokrácia megjelenését tette lehetővé).

## Települések
Füzesabony-Öregdomb telljének rétegsora mintegy 2,5 méter vastag. A telepen nincs előzménye a Füzesabony-kultúrának, a kultúra virágkorában alapították és annak hanyatlásáig lakták, erődítései nem voltak. Az előkerült leletek alapján ez lehetett a környék vallási központja. Kisebb családi házai 4x6, nagyobb, közösségi épületei akár 5x14 méter alapterületűek voltak. A házakban tapasztott, kerek peremes tűzhelyeket és hordozható katlanokat is használtak.

## Temetkezés
A Füzesabony-kultúra temetői a legismertebbek a bronzkorban, a 2000-es évek elejéig közel 2000 sírt sikerült hitelesen feltárni. Míg a többi középső bronzkori kultúra hamvasztotta halottait (pl. nagyrévi, hatvani, vatyai), addig a füzesabonyiak a települések közelében lévő temetőkben csontvázas temetkezést folytattak (Mezőtárkány-Kettőshalom, Füzesabony-Pusztaszikszó, Tiszafüred-Majoroshalom). A temetőkben szigorú rend uralkodott: a halottakat kisebb, talán családi csoportokban, zsugorított pózban (oldalra fektetve, testhez húzott kezekkel és behajlított lábakkal) temették el. A férfiak a jobb oldalukon feküdtek, fejük dél felé nézett, a nők a bal oldalukon, fejjel észak felé helyezkedtek el. Így mindkét nem arca kelet felé tekintett. A majoroshalmi temetőben a sírokba edényeket is helyeztek: a bögréket, korsókat a fejhez, a tálakat a lábhoz. A használati tárgyak (vésők, árak, fenőkövek) és bronzfegyverek (harci csákányok, tőrök, lándzsák, balták) a kezek közelébe kerültek. A női sírokban ruhatűző tűt, arany hajfonatkarikát, spirálcsövekből és csüngőkből álló bronz nyakéket találtak, ruháik szegélyét (pl. nyakkivágás) aranylemezekkel díszítették. Néhány esetben az is megfigyelhető, hogy a teljes fegyverzetben eltemetett férfi sírja mellett volt az aranylemezes pártával eltemetett nőé.

## Leletei
Füzesabony-Öregdombon hét bronz öntőforma, valamint tű, tőr, peremes véső és tokos lándzsahegy került elő.
Gazdagon díszített, finom anyagú, fényes, fekete kerámiaedényei a középső bronzkor legművészibb darabjai. A „klasszikus” formavilágot a korszak végén egy erőteljesebb, feltűnőbb díszítés váltotta fel. A házak felszereléséhez szűrők, kanalak, fedők, csuprok, fazekak, halsütő tálak is tartoztak. A népesség hiedelemvilágához kapcsolódhat a szintén Füzesabonyban feltárt rituális tárgyak: 17 madár alakú agyaredény és 3 madár alakú csengő.

## Telepei
- Füzesabony-Öregdomb
- Hernádkak
- Megyaszó
- Tiszafüred-Ásotthalom
- Tiszafüred-Majoroshalom

## Megszűnése
A füzesabonyi kultúra megszűnését a Dunántúl felől, a középső bronzkor végén érkező halomsíros nép támadása okozta. A Dunakanyar környékéről kiindulva megszállták és elpusztították a füzesabonyi telleket, egészen Erdély határáig nyomultak előre. A füzesabonyiak által korábban leigázott hatvani kultúra népessége ezt kihasználva korábbi hódítóival szövetkezve és őket magába olvasztva létrehozta a hegyek közé húzódó bodrogszerdahelyi csoportot, melyben a füzesabonyi hagyományok még évszázadokig továbbéltek. Belőlük a késő bronzkorban a pilinyi kultúra alakult ki.